# Jérémy Decerle

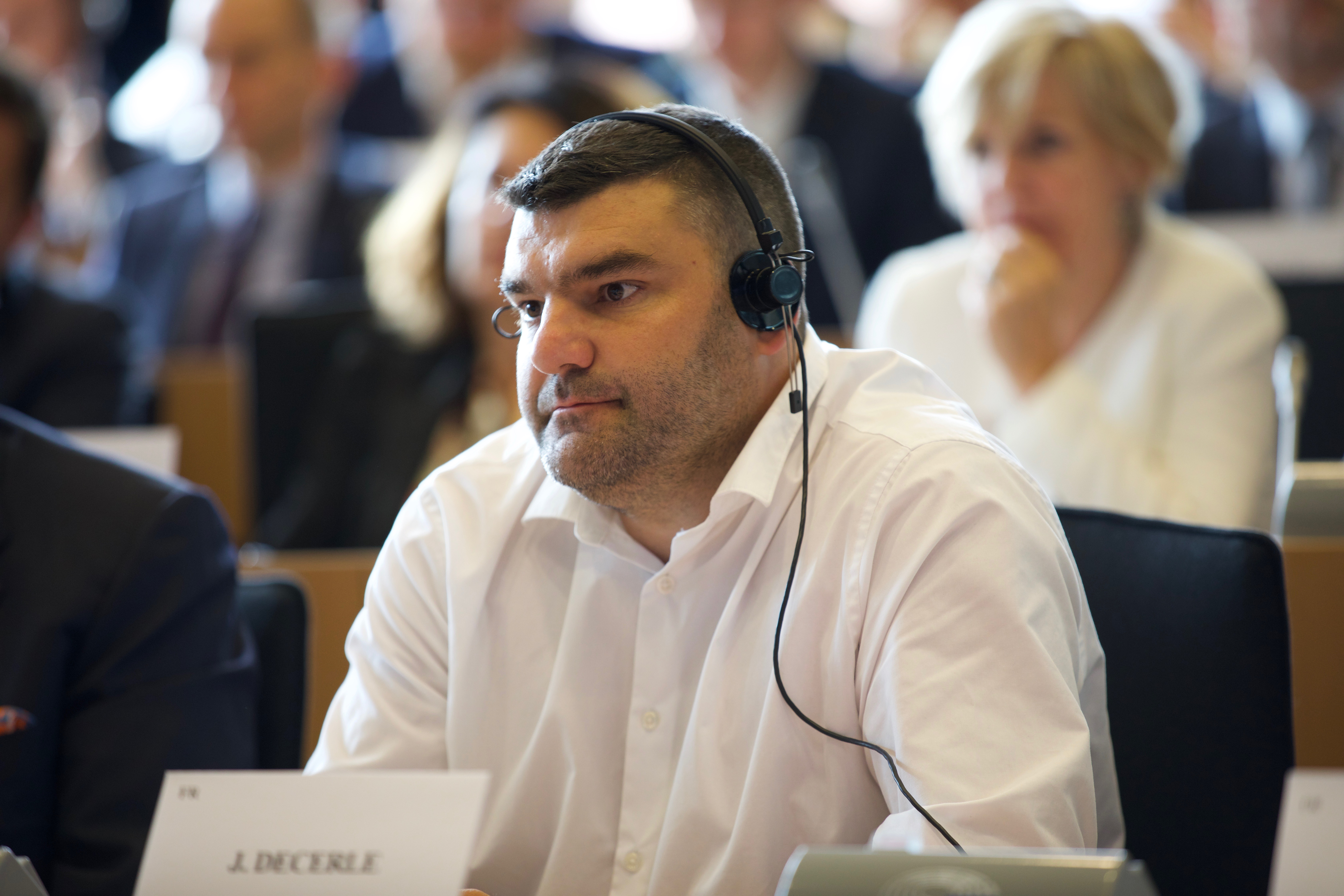
Jérémy Decerle, 2019

Jérémy Decerle (* 1. Juli 1984 in Saint-Rémy, Département Saône-et-Loire) ist ein französischer Landwirt, Gewerkschaftler und parteiloser Politiker. Decerle war von 2016 bis 2019 Vorsitzender der Jugendgewerkschaftsorganisation Jeunes agriculteurs. Seit der Europawahl 2019, bei der er auf der Liste von La Republique en Marche! kandidierte, ist er Mitglied des Europäischen Parlaments als Teil der Renew-Europe-Fraktion.

## Leben

### Jugend und Ausbildung
Jérémy Decerle wurde am 1. Juli 1984 in Saint-Rémy (Département Saône-et-Loire, Region Bourgogne-Franche-Comté) geboren, er wuchs als Sohn einer Viehhalter-Familie in Chevagny-sur-Guye auf. Er ist der Sohn von Daniel Decerle, sozialistischer Bürgermeister seiner Gemeinde und bis zu seinem Tod im Jahr 2008 Ratsmitglied des Kantons La Guiche, und Neffe von Christian Decerle, Präsident der Landwirtschaftskammer von Bourgogne-Franche-Comté.
Decerle studierte an der Sekundarschule Saint-Gengoux-le-National und am privaten landwirtschaftlichen Gymnasium Ressins in Nandax, bevor er in Gueugnon sein landwirtschaftliches Fachabitur ablegte. Anschließend studierte er im Ausland, bevor er im Alter von 24 Jahren den Familienbetrieb nach dem Tod seines Vaters übernahm. Im Jahr 2019 umfasste sein Hof etwa hundert Charolais-Rinder.

### Politisches Engagement
Jérémy Decerle engagiert sich seit seinem 16. Lebensjahr im Jugendgewerkschaftsorganisation Jeunes agriculteurs, die zum französischen Landwirtschaftsgewerkschaftsverband Fédération nationale des syndicats d'exploitants agricoles gehört. Seit 2012 gehörte er dem Vorstand an, 2016 wurde er zum Vorsitzenden des Verbandes gewählt.
Unabhängig von seiner Gewerkschaftsarbeit wurde Decerle 2008 zum Gemeinderat seines Dorfes Chevagny-sur-Guye gewählt und bei den Wahlen 2014 bestätigt.

### Einzug ins Europaparlament
Ende 2018 nominierte die Regierungspartei des französischen Präsidenten Emmanuel Macron, La Republique en Marche!, Decerle als parteilosen Kandidaten für den vierten Platz der Europawahlliste der Partei. Im März 2019 trat Decerle von seinem Amt als Vorsitzenden der Jeunes agriculteurs zurück.
Im Zuge des Wahlkampfes wurde ihm vom Spitzenkandidaten der französischen grünen Partei Europe Écologie-Les Verts, Yannick Jadot, vorgeworfen eine „wertvolle Unterstützung für Glyphosat und Monsanto“ zu sein. Tatsächlich war er von den Pestizid- und Saatgutkonzern als politischer Unterstützer gelistet worden. Die französische Ausgabe der Huffington Post stellte Decerle gemeinsam mit dem grünen Kandidaten Benoît Biteau als Antagonisten der zukünftigen EU-Agrarpolitik dar, da sie sich in entscheidenden Punkten wie der Reform der Gemeinsamen Agrarpolitik oder der Freigabe von Glyphosat widersprächen.
Bei der Wahl gewann La Republique en Marche! mit 22,2 Prozent 23 der 79 französischen Mandate, sodass Decerle direkt einzog. Er trat, genauso wie seine Mitkandidierenden auf der Liste, der umgetauften liberalen Fraktion Renew Europe bei. Für die Fraktion ist er Mitglied im Ausschuss für Landwirtschaft und ländliche Entwicklung sowie stellvertretendes Mitglied im Ausschuss für internationalen Handel.